# Kanton Le Nouvion-en-Thiérache
Kanton Le Nouvion-en-Thiérache (fr. Canton du Nouvion-en-Thiérache) byl francouzský kanton v departementu Aisne v regionu Pikardie. Tvořilo ho devět obcí. Zrušen byl po reformě kantonů 2014.

## Obce kantonu
- Barzy-en-Thiérache
- Bergues-sur-Sambre
- Boué
- Dorengt
- Esquéhéries
- Fesmy-le-Sart
- Leschelle
- La Neuville-lès-Dorengt
- Le Nouvion-en-Thiérache